# Anàlisi quantitativa (finances)
L'anàlisi quantitativa consisteix en l'ús de mètodes estadístics i matemàtics en la gestió d'inversions i en la gestió financera.
Els que treballen en aquestes activitats són els analistes quantitatius, que s'especialitzen, entre d'altres, en: estructurar derivats financers o fixar preus; gestionar riscos; i/o gestionar inversions. La seva tasca consisteix a cercar patrons en grans bases de dades, com ara correlacions entre actius líquids o patrons en el moviment de preus per tal de seguir tendències, o la seva reversió a la mitjana.
D'antuvi, els analistes quantitatius treballaven en el "costat de la venda" d'empreses creadores de mercat, ocupades en quin és el preu dels derivats i en la gestió del risc; no obstant, amb el temps, el seu camp de treball s'ha ampliat per a incloure aquells individus implicats en gairebé qualsevol aplicació de les finances matemàtiques, inclòs el costat de la compra.
L'anàlisi quantitativa aplicada s'associa habitualment a la gestió quantitativa d'inversions, que inclou una varietat de mètodes com ara l'arbitratge estadístic, el comerç algorítmic i el comerç electrònic.

## Història
Les finances quantitatives van començar l'any 1900 amb la tesi doctoral de Louis Bachelier: "Teoria de l'especulació", que va proporcionar un model per a les opcions de preus sota una distribució normal.
La tesi doctoral de 1952 de Harry Markowitz: "Selecció de la cartera" va ser un dels primers esforços per adaptar formalment els conceptes matemàtics a les finances, ja que, fins aleshores, les matemàtiques es limitaven a revistes especialitzades en economia. Markowitz va formalitzar una noció de rendiment mitjà i covariances per a les accions que li va permetre quantificar el concepte de "diversificació" en un mercat. Va mostrar com calcular el rendiment mitjà i la variància d'una cartera determinada i va argumentar que els inversors haurien de tenir només aquelles carteres la variància de les quals és mínima entre totes les carteres amb una rendibilitat mitjana determinada.
La gestió d'inversions quantitativa moderna es va introduir per primera vegada a partir de la investigació del professor de matemàtiques Edward Thorp. Considerat el "Pare de la inversió quantitativa", el 1967 Thorp va intentar predir i simular el blackjack, un joc de cartes al qual jugava als casinos de Las Vegas. Va ser capaç de crear un sistema, conegut a grans trets com a recompte de cartes, que utilitzava la teoria de la probabilitat i l'anàlisi estadística per guanyar amb èxit partides de blackjack.
Durant les dècades de 1980 i 1990, la seva investigació va ser utilitzada per empreses de gestió d'inversions que buscaven generar rendiments coherents i sistemàtics a la borsa nord-americana. El camp ha crescut fins a incorporar nombrosos enfocaments i tècniques.
El 1965 Paul Samuelson va introduir el càlcul estocàstic en l'estudi de les finances.
El 1969 Robert Merton va promoure el càlcul estocàstic continu i els processos en temps continu. En els seus treballs, Merton desitjava entendre com s'estableixen els preus als mercats financers, que és la qüestió econòmica clàssica de "l'equilibri".
El 1973, amb l'ajuda de Merton, Fischer Black i Myron Scholes van desenvolupar el model Black–Scholes, que va donar una solució al problema de trobar un preu just per a una opció "call" europea, és a dir, el dret a comprar una acció a un preu determinat en un moment futur determinat. Els inversors solen adquirir aquestes opcions com a dispositiu de cobertura de risc.
El 1981, Harrison i Pliska van utilitzar la teoria general dels processos estocàstics en temps continu per posar el model de Black-Scholes sobre una base teòrica sòlida i van mostrar com fixar el preu de nombrosos altres valors derivats. Diferents models van permetre una extensió als derivats de renda fixa i de tipus d'interès. De la mateixa manera, i en paral·lel, es van desenvolupar models per a altres derivats, com ara els derivats de crèdit, els derivats exòtics, opcions reals i opcions sobre accions dels empleats. Per tant, els analistes quantitatius participen en la fixació de preus i la cobertura d'una àmplia gamma de valors.
Després de la crisi financera de 2007-2008, a la modelització es van incorporar consideracions sobre el risc de crèdit de contrapart, realitzada anteriorment en un món totalment "neutre al risc", la qual cosa va comportar els tres grans desenvolupaments següents:
(i) El preu de les opcions i la cobertura són inherents a la superfície de volatilitat rellevant: fins a cert punt, els preus de les opcions sobre accions han incorporat el somriure de la volatilitat des de la caiguda de 1987 i els bancs apliquen models de volatilitat local o estocàstica "conscients de la superfície"; 
(ii) El valor neutre al risc s'ajusta per l'impacte del risc de crèdit de la contrapart mitjançant un ajust de valoració creditícia; 
(iii) Per al descompte, la corba OIS s'utilitza per a la "taxa lliure de risc", a diferència del LIBOR com abans, i, en conseqüència, els analistes quantitatius han de modelar sota un "marc multicorba" que requereixen canvis tècnics en aquest últim marc, mentre que la lògica subjacent no es veu afectada.

## Publicacions seminals
- 1900 - Louis Bachelier, Théorie de la spéculation
- 1938: Frederick Macaulay, Els moviments dels tipus d'interès. Rendiments dels bons i preus de les accions als Estats Units des de 1856, pàg. 44–53, Bond duration
- 1944 – Kiyosi Itô, "Integral estocàstic", Actes de l'Acadèmia Imperial, 20(8), pàg. 519–524
- 1952 – Harry Markowitz, Selecció de la cartera, Teoria moderna de la cartera
- 1956: John Kelly, Una nova interpretació de la taxa d'informació
- 1958: Franco Modigliani i Merton Miller, The Cost of Capital, Corporate Finance and the Theory of Investment, Teorema de Modigliani–Miller i Corporate finance
- 1964 – William F. Sharpe, Preus dels actius de capital: una teoria de l'equilibri del mercat en condicions de risc, Model de fixació de preus dels actius de capital
- 1965 - John Lintner, The Valuation of Risk Assets and the Selection of Rissky Investments in Stock Portfolios and Capital Budgets, Model de fixació de preus d'actius de capital
- 1967 - Edward O. Thorp i Sheen Kassouf, Beat the Market
- 1972: Eugene Fama i Merton Miller, Teoria de les finances
- 1972 - Martin L. Leibowitz i Sydney Homer, Inside the Yield Book, Anàlisi de la renda fixa
- 1973: Fischer Black i Myron Scholes, The Pricing of Options and Corporate Liabilities i Robert C. Merton, Theory of Rational Option Pricing, Black–Scholes
- 1976 – Fischer Black, The pricing of commodity contractes, Model negre
- 1977 - Phelim Boyle, Opcions: un enfocament de Montecarlo, mètodes de Montecarlo per a la fixació de preus d'opcions
- 1977 - Oldřich Vašíček, Una caracterització d'equilibri de l'estructura del terme, model de Vasicek
- 1979 - John Carrington Cox ; Stephen Ross ; Mark Rubinstein, Preu d'opcions: un enfocament simplificat, Model de preus d'opcions binomials i model Lattice
- 1980 – Lawrence G. McMillan, Opcions com a inversió estratègica
- 1982 - Barr Rosenberg i Andrew Rudd, Factor-Related and Specific Returns of Common Stocks: Serial Correlation and Market Inefficiency, Journal of Finance, maig de 1982 V. 37: #2
- 1982 - Robert Engle, Autoregressive Conditional Heteroskedasticity With Estimates of the Variance of UK Inflation, article seminal a la família de models ARCH GARCH
- 1985 – John C. Cox, Jonathan E. Ingersoll i Stephen Ross, A theory of the term structure of interest rates, model Cox–Ingersoll–Ross
- 1987 – Giovanni Barone-Adesi i Robert Whaley, Aproximació analítica eficient dels valors de les opcions americanes . Revista de Finances. 42 (2): 301–20. Mètode Barone-Adesi i Whaley per fixar el preu de les opcions americanes.
- 1987 - David Heath, Robert A. Jarrow i Andrew Morton Bond pricing and the term structure of interest rates: a new methodology (1987), Heath–Jarrow–Morton framework for interest rates
- 1990: Fischer Black, Emanuel Derman i William Toy, A One-Factor Model of Interest Rates and Its Application to Treasury Bond, model Black–Derman–Toy
- 1990 - John Hull i Alan White, "Pricing interest-rate derivative securities", The Review of Financial Studies, Vol 3, núm. 4 (1990) Model Hull-White
- 1991 – Ioannis Karatzas i Steven E. Shreve. Moviment brownià i càlcul estocàstic .
- 1992 – Fischer Black i Robert Litterman: Global Portfolio Optimization, Financial Analysts Journal, setembre de 1992, pp. 28–43 JSTOR 4479577 Model Black–Litterman
- 1994 - JP Morgan RiskMetrics Group, Document tècnic de RiskMetrics[Enllaç no actiu], 1996, model i marc de RiskMetrics
- 2002 - Patrick Hagan, Deep Kumar, Andrew Lesniewski, Diana Woodward, Managing Smile Risk, Wilmott Magazine, gener de 2002, model de volatilitat SABR.
- 2004 – Emanuel Derman, My Life as a Quant: Reflexions sobre la física i les finances